# Mi amor sin tiempo
Mi amor sin tiempo este o telenovelă mexicană din 2024.

## Distribuție
- Karla Esquivel - Fátima
- Andrés Baida - Sebastián
- Leticia Calderón - Greta
- Juana Arias - Bárbara
- Mane de la Parra - Daniel
- Karyme Lozano - Renata
- Alejandro Camacho - Federico
- Michael Ronda - Adrián
- Yolanda Ventura - Lucía
- Luz María Jerez - Ana
- Alma Delfina - Jesusa
- Eric del Castillo - Álvaro
- Federico Ayos - Pablo
- Mauricio Abularach - Mario
- Damiana Bej - Triana
- Andrea de Fátima - Brenda
- Denia Agalianou - Carla
- Alejandra Andreu - Verania
- Paola Toyos - Genoveva
- Julia Argüelles - Carolina
- Rafaella Gavira Bigorra - Macarena
- Claudia Zepeda - Maricruz
- Raquel Morell - Maggie
- Laura Luz - Carmen
- María Marcela - Sara
- Roberto Mateos - José
- Ian Andrade - Remigio
- José Elías Moreno - Gonzalo
- Michel Duval - Claudio Altamirano